# Anjou Károly calabriai herceg (1271–1295)
Anjou Martell Károly (olaszul: Carlo Martello d'Angiò, ismert még mint Magyarországi Martell Károly, franciául: Charles Martel de Hongrie; Nápoly, Nápolyi Királyság, 1271. szeptember 8. – Nápoly, Nápolyi Királyság, 1295. augusztus 19.), a Capeting–Anjou-házból származó nápolyi királyi herceg, Calabria hercege, II. Károly nápolyi király és Magyarországi Mária elsőszülött fia, aki a Magyar Királyság trónkövetelője 1295-ös haláláig. Gyermekei között van a későbbi Károly Róbert magyar király is.

## Élete
1271. szeptember 8-án Nápolyban született Sánta Károly Anjou herceg (a későbbi II. (Sánta) Károly nápolyi király) és V. István magyar király leányának, Máriának elsőszülött fiaként. Nápolyban, Nocerában és Montefortéban De la Forrest István felügyelete alatt nevelkedett. 1281. január 11-én Bécsben feleségül vette Habsburg Rudolf német király leányát, Klemenciát, amely házasságából született 1288-ban a későbbi Károly Róbert magyar király. 
Mivel apja 1284-ben III. Péter aragóniai király fogságába esett, nagyapja, I. Károly pedig néhány hónappal ezután, 1285. január 6-án meghalt, II. (Sánta) Károly fogsága és távollétei idején a nápolyi királyságot a kiskorú Martell Károly nevében anyja, majd 1289-től maga Martell Károly kormányozta, de trónra nem lépett. 
Anyai nagybátyja, IV. László magyar király halála után anyja 1292. január 6-án lemondott javára magyar trónigényéről, s ettől kezdve a „Magyarország királya” címet használta. 1294 után kezdett lépéseket tenni magyar trónigényének érvényesítésére, de nem tudott hathatósan fellépni III. Andrással szemben, mert rövidesen meghalt. 
1295. augusztus 19-én halt meg pestisben
Nápolyban, néhány hónappal azután, hogy apja Franciaországba távozása után ismét átvette a nápolyi királyság kormányát. Egyes források szerint mérgezett ostyát evett, s ez okozta halálát.
Halála után anyja, Mária királyné támogatásával fia, Károly Róbert lépett fel trónkövetelőként III. András ellenében, és az Árpád-ház kihalása után el is nyerte a magyar koronát, uralomra juttatva a magyar trónon az Anjou-dinasztiát, amely férfiágon 1382-ig, nőágon 1395-ig uralkodott, és Lengyelország koronáját is viselte 1370–1399 között.

## Gyermekei
1281. január 11-én Bécsben vette feleségül Habsburg Klementinát (kb. 1262 - 1293), Habsburg Rudolf német király és Gertrud von Hohenberg grófnő leányát. Házasságukból három gyermek született:
- Károly Róbert (1288-1342), Magyarország királya (1308-1342)
- Beatrix (1290-1354), II. János viennois-i dauphin felesége
- Klemencia (1293-1328), X. Lajos francia király felesége